# Буж

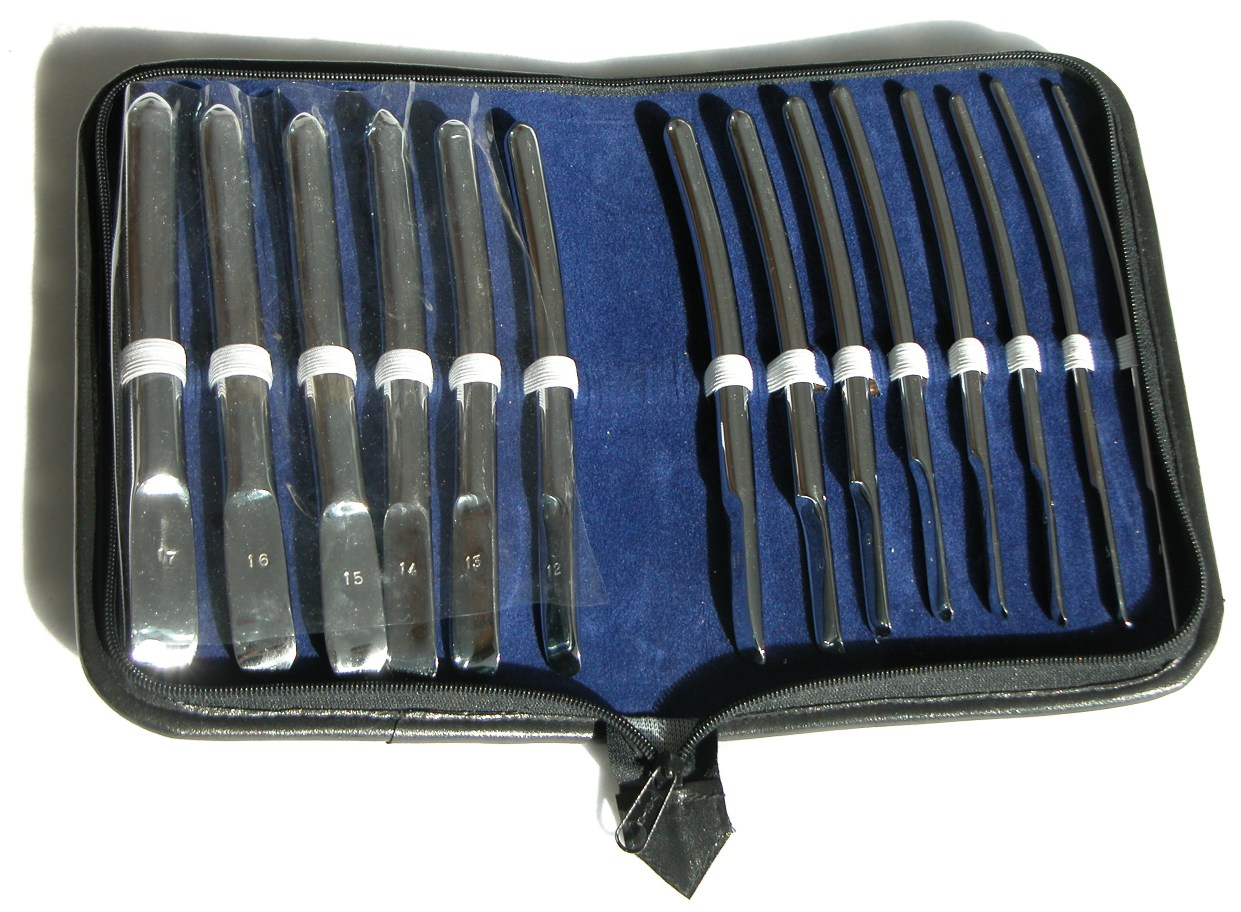
Расширители Гегара Гегара диаметром от 4 до 17 мм для расширения канала шейки матки

Буж, или дилататор (от фр. bougie — свеча, буж) — инструмент для исследования и расширения трубчатых органов (мочеиспускательного канала, пищевода и других).

## История
Бужи используются с глубокой древности. При раскопках Помпеи были найдены бронзовые бужи для мочеиспускательного канала, похожие на современные. Также в качестве бужей в старину использовали восковые свечи различных диаметров.

## Виды бужей
Урологические бужи чаще всего используют для исследования и лечения сужения мочеиспускательного канала и сужения шейки мочевого пузыря. Бывают металлические (из нержавеющей стали, нейзильбера, латуни) и гибкие, эластичные. Поверхность бужей полируют и никелируют или хромируют для защиты от окисления и коррозии. Бужи отличаются по форме, кривизне, весу ручки; различные модели бужей получили эпонимические названия в честь тех, кто их предложил.
Для бужирования пищевода применяют эластичные бужи длиной 70 см, диаметром от 1,5 мм до 15 мм. Комплект пищеводных бужей состоит из серии инструментов с постепенным увеличением диаметра на 0,33—0,66 мм.
Оториноларингологические бужи изготовляют из разных материалов (резина, пластмасса, металл), они могут иметь разную форму в зависимости от цели применения и особенностей органа, для исследования которого они предназначены. Применяют ушные, носовые, носоглоточные, гортанные, трахеальные бужи.